# 埃切瓦里
埃切瓦里（西班牙語：Echévarri）是西班牙巴斯克自治区比斯开省的一个市镇。总面积3平方公里，总人口7043人（2001年），人口密度2348人/平方公里。